# Représentation admissible
En mathématiques, les représentations admissibles forment une classe de représentations qui se comportent bien utilisée dans la théorie des représentations des groupes de Lie réductifs et des groupes localement compacts totalement discontinus. Elles ont été introduits par Harish-Chandra.

## Groupes de Lie réductifs réels ou complexes
Soit G un groupe de Lie connexe réductif réel ou complexe. Soit K un sous-groupe compact maximal. Une représentation continue (π, V ) de G sur un espace de Hilbert complexe V est dite admissible si la restriction de π à K est unitaire et si chaque représentation unitaire irréductible de K y figure avec une multiplicité finie. L'exemple prototypique est celui d'une représentation unitaire irréductible de G.
Une représentation admissible π induit un {\displaystyle ({\mathfrak {g}},K)}-module qui est plus facile à étudier car c'est un objet algébrique. Deux représentations admissibles sont dites infinitésimalement équivalentes si les {\displaystyle ({\mathfrak {g}},K)}-modules associés sont isomorphes. Bien que pour les représentations admissibles générales, cette notion soit différente de l'équivalence habituelle, c'est un résultat important que les deux notions d'équivalence coïncident pour les représentations unitaires (admissibles). De plus, il existe une notion d'unitarité de {\displaystyle ({\mathfrak {g}},K)}-modules. Cela réduit l'étude des classes d'équivalence des représentations unitaires irréductibles de G à l'étude des classes d'équivalence infinitésimales des représentations admissibles et à la détermination de celles de ces classes qui sont infinitésimalement unitaires. Le problème de paramétrage des classes d'équivalence infinitésimales des représentations admissibles a été entièrement résolu par Robert Langlands et s'appelle la classification de Langlands.

## Groupes totalement discontinus
Soit G un groupe totalement discontinu localement compact (par exemple un groupe algébrique réductif sur un corps local non archimédien ou sur les adèles finies d'un corps global). Une représentation (π, V) de G sur un espace vectoriel complexe V est dite lisse si le sous-groupe stabilisateur dans G de tout vecteur de V est ouvert. Si, de plus, l'espace des vecteurs fixés par tout sous-groupe ouvert compact est de dimension finie, alors π est dit admissible. Les représentations admissibles des groupes p-adiques admettent une description plus algébrique grâce à l'action de l'algèbre de Hecke des fonctions localement constantes sur G.
Des études profondes des représentations admissibles des groupes réductifs p-adiques ont été entreprises par Casselman et par Bernstein et Zelevinsky dans les années 1970. Des progrès ont été réalisés plus récemment[Quand ?] par Howe, Moy, Prasad et Bushnell et Kutzko, qui ont développé une théorie des types et classé le dual admissible (c'est-à-dire l'ensemble des classes d'équivalence des représentations admissibles irréductibles) dans de nombreux cas.[réf. nécessaire]